# P. K. 마하난디아
프라듀므나 쿠마르 마하나디아(1949년 출생)는 1977년 중고 자전거를 타고 인도 뉴델리에서 스웨덴 보로스로 여행하여 스웨덴인 아내 샬럿 폰 셰드빈과 재회한 것으로 유명한 인도 출신의 스웨덴 예술가이다.

## 어린 시절과 교육
마하나디아는 1949년 앙굴구 아트말리크 하위 지역 칸다파다 마을의 오리야족 직조공 가문에서 태어났다. 그의 아버지는 아트말리크의 우체국장이었으며 (주중에는 그곳에서 살고 주말에는 자전거로 집에 통근했다) 가족은 나중에 아트말리크로 이사했다.
그의 아버지는 파노 카스트의 일원이었기 때문에, 어렸을 때 그는 달리트였고 어머니는 콘드 부족의 일원이었기 때문에 종종 상위 카스트 인도인들로부터 차별을 받았다. 콘드족은 인도의 카스트 제도에 포함되지 않았으므로 카스트가 없는 것으로 간주되었다.
마하나디아는 아트말리크의 마헨드라 고등학교에 다녔고 나중에 비슈바 바라티 대학교에 입학하여 미술을 공부했다. 미술 학교에 입학했음에도 불구하고 학비를 낼 수 없게 되어 집으로 돌아와야 했다. 그는 나중에 칼리코테의 정부 예술 공예 대학에 입학했고 1971년에 델리 예술대학교로 옮겼다.

## 초상화와 폰 셰드빈과의 만남
델리 예술 대학에서 공부하는 동안 그는 인디라 간디의 초상화를 그림으로써 초상화 분야에서 명성을 얻었다. 그는 코넛 플레이스의 분수대 아래에 앉아 초상화를 그릴 수 있도록 당국으로부터 허가를 받았다. 그곳에서 그는 1975년 12월 17일에 샬럿 폰 셰드빈을 만났다. 그녀는 런던에서 유학 중이었고, 마하나디아를 방문하여 초상화를 그리기 위해 밴을 타고 22일 동안 인도로 운전해 왔다. 그 초상화는 그들이 서로 사랑에 빠져 결혼하게 되면서 그들의 삶을 바꾸어 놓았다. 폰 셰드빈은 스웨덴으로 돌아가야 했고 마하나디아에게 자신과 함께 갈 것을 요청했지만, 그는 언젠가 혼자 갈 것이라고 결정했다.
그녀가 떠난 후, 둘은 편지로 계속 연락했다.
마하나디아는 불행히도 비행기 표를 살 돈이 충분하지 않았다. 그는 모든 것을 팔기로 결정하고 자전거를 사서 1977년 1월 22일 자전거 여행을 시작했다. 그는 매일 약 44 킬로미터 (27 mi)를 자전거로 이동하며 도중에 만난 사람들의 초상화를 그려 돈, 음식, 잠자리를 제공받으며 생계를 유지했다. 그의 여행은 아프가니스탄, 이란을 거쳐 마침내 터키를 통과하여 5월 28일 유럽에 도착했고, 그 후 기차로 예테보리로 향했다.
그는 긴 자전거 여행 중에 "왜 사람들이 유럽까지 자전거로 가는 것이 대단한 일이라고 생각하는지" 이해할 수 없다는 감정을 표현했다.
"나는 해야 할 일을 했다. 돈은 없었지만 그녀를 만나야 했다. 사랑을 위해 자전거를 탔지만 자전거 타는 것을 좋아한 적은 없다. 간단하다."
마하나디아와 셰드빈 사이에는 현재 성인이 된 두 자녀 시다르트와 에멜리가 있다.

## 인정
마하나디아는 스웨덴에서 예술가로서 잘 알려져 있으며 스웨덴 정부의 예술 및 문화 고문으로 일한다. 그의 그림은 세계 주요 도시에서 전시되었고 유니세프 연하장에 실렸다. 2012년 1월 4일, 그는 부바네스와르, 오디샤주의 우트칼 문화 대학교 (UUC)에서 명예 박사 학위를 수여받았다. 그는 또한 오디샤주 정부에 의해 스웨덴 주재 오디야 문화 대사로 지정되었다.
2010년, 인도 영화 제작자 산제이 릴라 반살리는 마하나디아와 폰 셰드빈의 사랑 이야기를 영화로 만들 계획이었다.

## 더 읽어보기
- Andersson, Per J., The amazing story of the man who cycled from India to Europe for love, Oneworld Publications, London, 2017[9]